# NK Radomlje
A Nogometni klub Radomlje egy szlovén labdarúgócsapat Radomlje városában. A klub a szlovén első osztályban szerepel.

## Története
1934-ben Radomlje településen egy labdarúgó klub már meg alakult, de  jogilag csak 1972-ben hozta létre helyi munkások egy csoportja. Jugoszláv alsóbb osztályokban és amatőr bajnokságokban szerepelt Szlovénia 1991-es függetlenné válásáig. A 2014–2015-ös szezonban szerepelt először a szlovén labdarúgás élvonalában.

## Keret
2023. február 17-i állapotnak megfelelően.
| #  |     | Poszt | Név                                                  |
| -- | --- | ----- | ---------------------------------------------------- |
| 1  | SLO | K     | Emil Velić                                           |
| 3  | BIH | V     | Stipo Marković                                       |
| 4  | SLO | V     | Gal Primc                                            |
| 5  | SLO | V     | Rok Jazbec                                           |
| 6  | CRO | V     | Vicko Ševelj                                         |
| 7  | CRO | KP    | Mario Čuić (kölcsönben a Hajduk Split csapatától)    |
| 8  | SLO | KP    | Sandi Nuhanović                                      |
| 9  | SEN | CS    | Pape Samba Thiam (kölcsönben a Benevento csapatától) |
| 10 | SLO | KP    | Luka Cerar ()                                        |
| 11 | BIH | KP    | Madžid Šošić (kölcsönben a Hajduk Split csapatától)  |
| 13 | SLO | K     | Domen Mrežar                                         |
| 14 | CRO | V     | Tin Hrvoj                                            |
| 15 | BIH | V     | Vedran Vrhovac                                       |
| 17 | SLO | KP    | Klemen Justin                                        |
| 19 | BIH | CS    | Ismir Nadarević                                      |

| #  |     | Poszt | Név                                               |
| -- | --- | ----- | ------------------------------------------------- |
| 20 | SLO | CS    | Ester Sokler                                      |
| 22 | SLO | KP    | Anže Kolar                                        |
| 25 | SLO | V     | Anel Zulić                                        |
| 27 | SLO | V     | Gaber Dobrovoljc                                  |
| 32 | TOG | KP    | Samsondin Ouro (kölcsönben a Mura csapatától)     |
| 33 | BIH | KP    | Ognjen Gnjatić                                    |
| 41 | FRA | KP    | Darly N'Landu                                     |
| 47 | ALB | KP    | Francesco Tahiraj                                 |
| 55 | SLO | V     | Janko Ivetić                                      |
| 71 | SLO | KP    | Andrej Pogačar                                    |
| 73 | SLO | K     | Luka Baš                                          |
| 77 | SLO | KP    | Leon Sever                                        |
| 88 | SLO | V     | Uroš Korun                                        |
| 99 | BIH | CS    | Filip Čuić (kölcsönben a Hajduk Split csapatától) |

## Sikerei
- Szlovén másodosztály: 
  - Bajnok (2 alkalommal): 2015–16, 2020–21

- Szlovén harmadosztály: 
  - Bajnok (1 alkalommal): 2010–11

- Szlovén negyedosztály: 
  - Bajnok (1 alkalommal): 2002–03

- Ljubljana kupa:
  - Győztes (2 alkalommal): 2013–14, 2018–19

## Külső hivatkozások
- Hivatalos honlap